# 2025년 동태평양 허리케인
이 문서에서는 2025년 동/중태평양 허리케인에 대해 기록하였다.

## 설명
- 활동 기간은 미국 날짜로 표시한다.

## 같이 보기
- 2025년 태풍
- 2025년 북대서양 허리케인
- 2025년 북인도양 사이클론
- 2025년 북서태평양 열대저압부
- 2025년 북인도양 저기압
- 남서인도양 사이클론: 2024-2025, 2025-2026
- 호주 근해 사이클론: 2024-2025, 2025-2026
- 남태평양 사이클론: 2024-2025, 2025-2026